# Championnat d'Islande de football 2014
Navigation
Pepsi-deild 2013 Pepsi-deild 2015
La saison 2014 de Pepsi-deild est la cent-troisième édition de la première division de football d'Islande, qui constitue le premier échelon national islandais et oppose 12 clubs professionnels, à savoir les 10 premiers de la saison 2013, ainsi que les deux premiers de la deuxième division islandaise, le 1. deild.
Le championnat débute le 4 mai 2014 et se clôt le 4 octobre 2014. Il comprend 22 journées, les clubs s'affrontant deux fois en matches aller-retour.
La saison s'achève sur le sacre du Stjarnan Garðabær, qui termine invaincu en tête du classement final, avec un seul point d'avance sur le FH Hafnarfjörður et neuf sur le tenant du titre, le KR Reykjavik. Il s'agit du tout premier titre de champion d'Islande de l'histoire du club, qui est le premier depuis le Valur Reykjavik en 1978 à terminer la saison sans connaître la défaite.

## Clubs participants
| \| Breiðablik FH Reykjavik ÍBK Keflavík UMF Stjarnan ÍB Vestmannaeyja Thór Akureyri \| Localisation des 12 clubs de la saison 2014 de Pepsi-deild |
| Breiðablik FH Reykjavik ÍBK Keflavík UMF Stjarnan ÍB Vestmannaeyja Thór Akureyri                                                                  |

| Club                     | Ville         | En Pepsi-deild depuis | Clt 2013        | Stade             | Capacité |
| ------------------------ | ------------- | --------------------- | --------------- | ----------------- | -------- |
| Breiðablik Kopavogur     | Kopavogur     | 2006                  | 4e Pepsi-deild  | Kópavogsvöllur    | 3 009    |
| FH Hafnarfjörður         | Hafnarfjörður | 2001                  | 2e Pepsi-deild  | Kaplakrikavöllur  | 6 450    |
| Fjölnir Reykjavik        | Reykjavik     | 2014                  | 2e 1. deild     | Fjölnisvöllur     | 1 190    |
| Fram Reykjavik           | Reykjavik     | 2007                  | 10e Pepsi-deild | Laugardalsvöllur  | 15 182   |
| Fylkir Reykjavik         | Reykjavik     | 2000                  | 7e Pepsi-deild  | Fylkisvöllur      | 2 780    |
| Thór Akureyri            | Akureyri      | 2013                  | 8e Pepsi-deild  | Akureyrarvöllur   | 1 645    |
| ÍBK Keflavík             | Keflavík      | 2004                  | 9e Pepsi-deild  | Keflavíkurvöllur  | 2 658    |
| ÍB Vestmannaeyja         | Îles Vestmann | 2009                  | 6e Pepsi-deild  | Hásteinsvöllur    | 3 000    |
| KR Reykjavik (football)  | Reykjavik     | 1979                  | 1er Pepsi-deild | KR-völlur         | 2 801    |
| Ungmennafélagið Stjarnan | Garðabær      | 2009                  | 3e Pepsi-deild  | Stjörnuvöllur     | 1 400    |
| Valur Reykjavik          | Reykjavik     | 2005                  | 5e Pepsi-deild  | Vodafonevöllurinn | 2 465    |
| Víkingur Reykjavik       | Reykjavik     | 2014                  | 1er 1. deild    | Víkingsvöllur     | 1 449    |

## Compétition

### Règlement
La distribution des points se fait tel que suit :
- 3 points en cas de victoire
- 1 point en cas de match nul
- 0 point en cas de défaite

En cas d'égalité, les équipes sont départagées selon les critères suivants dans cet ordre :
- Différence de buts générale
- Nombre de buts marqués
- Fair-play

### Classement
| Rang | Équipe      | Pts | J  | G  | N  | P  | Bp | Bc | Diff |
| ---- | ----------- | --- | -- | -- | -- | -- | -- | -- | ---- |
| 1    | Stjarnan    | 52  | 22 | 15 | 7  | 0  | 42 | 21 | +21  |
| 2    | FH          | 51  | 22 | 15 | 6  | 1  | 46 | 17 | +29  |
| 3    | KR'T'C      | 43  | 22 | 13 | 4  | 5  | 40 | 24 | +16  |
| 4    | Vikingur RP | 30  | 22 | 9  | 3  | 10 | 25 | 29 | -4   |
| 5    | Valur       | 28  | 22 | 8  | 4  | 10 | 31 | 36 | -5   |
| 6    | Fylkir      | 28  | 22 | 8  | 4  | 10 | 34 | 40 | -6   |
| 7    | Breiðablik  | 27  | 22 | 5  | 12 | 5  | 36 | 33 | +3   |
| 8    | Keflavík    | 25  | 22 | 5  | 7  | 9  | 29 | 32 | -3   |
| 9    | FjölnirP    | 23  | 22 | 5  | 8  | 9  | 33 | 36 | -3   |
| 10   | ÍBV         | 22  | 22 | 5  | 7  | 10 | 28 | 38 | -10  |
| 11   | Fram        | 21  | 22 | 6  | 3  | 13 | 30 | 48 | -18  |
| 12   | Þór         | 12  | 22 | 3  | 3  | 16 | 24 | 44 | -20  |

|  | Qualification pour le 2e tour préliminaire de la Ligue des champions 2015-2016 |
|  | Qualification pour le 1er tour préliminaire de la Ligue Europa 2015-2016       |
|  | Relégation directe en 1. deild                                                 |
|  | T : Tenant du titre C : Vainqueur de la Coupe d'Islande P : Promu de D2        |

### Résultats
| Résultats (▼dom., ►ext.)                                   | BRE | FHF | FJÖ | FRA | FYL | IBV | IBK | KRR | STJ | THO | VAL | VIK |
| Breiðablik                                                 |     | 2-4 | 2-2 | 3-0 | 2-2 | 1-1 | 4-4 | 1-2 | 1-1 | 3-2 | 3-0 | 4-1 |
| FH                                                         | 1-1 |     | 4-0 | 4-2 | 3-0 | 1-0 | 2-0 | 1-1 | 1-2 | 1-1 | 2-1 | 1-0 |
| Fjölnir                                                    | 1-1 | 0-1 |     | 1-4 | 3-3 | 3-0 | 1-1 | 1-1 | 0-0 | 4-1 | 1-1 | 3-0 |
| Fram                                                       | 1-1 | 0-4 | 1-3 |     | 4-3 | 1-1 | 1-1 | 1-2 | 1-2 | 1-0 | 1-0 | 0-3 |
| Fylkir                                                     | 1-1 | 0-2 | 2-1 | 2-0 |     | 3-1 | 2-4 | 0-4 | 1-3 | 4-1 | 2-0 | 1-1 |
| ÍBV                                                        | 1-1 | 1-1 | 4-2 | 2-0 | 1-3 |     | 0-2 | 2-3 | 1-2 | 2-0 | 2-2 | 1-2 |
| Keflavík                                                   | 2-0 | 1-1 | 1-1 | 2-4 | 0-1 | 1-2 |     | 0-1 | 2-2 | 3-1 | 1-2 | 2-0 |
| KR                                                         | 1-1 | 0-1 | 1-0 | 3-2 | 1-0 | 3-3 | 2-0 |     | 2-3 | 4-1 | 1-2 | 2-0 |
| Stjarnan                                                   | 2-2 | 2-2 | 2-1 | 4-0 | 1-0 | 2-0 | 2-0 | 2-1 |     | 2-1 | 1-1 | 0-0 |
| Thór                                                       | 2-0 | 0-2 | 1-2 | 0-2 | 5-2 | 1-1 | 0-0 | 2-0 | 3-4 |     | 0-1 | 0-1 |
| Valur                                                      | 1-2 | 1-4 | 4-3 | 5-3 | 1-0 | 3-0 | 0-1 | 1-4 | 1-2 | 2-0 |     | 1-2 |
| Víkingur R.                                                | 1-0 | 2-3 | 1-0 | 2-1 | 1-2 | 1-2 | 3-1 | 0-1 | 0-1 | 3-2 | 1-1 |     |
| - Victoire à domicile - Match nul - Victoire à l'extérieur |     |     |     |     |     |     |     |     |     |     |     |     |

## Bilan de la saison
| Championnat d'Islande de football 2014                             |                                      |
| Champion                                                           | Ungmennafélagið Stjarnan (1er titre) |
| Coupes et trophées                                                 |                                      |
| Vainqueur de la Coupe d'Islande 2014                               | KR Reykjavik                         |
| Qualifications continentales                                       |                                      |
| Ligue des champions de l'UEFA 2015-2016                            | Ungmennafélagið Stjarnan             |
| Ligue Europa 2015-2016                                             | FH Hafnarfjörður                     |
| Ligue Europa 2015-2016                                             | KR Reykjavik                         |
| Ligue Europa 2015-2016                                             | Víkingur Reykjavik                   |
| Promotions et relégations                                          |                                      |
| Promus en Championnat d'Islande de football                        | ÍA Akranes                           |
| Promus en Championnat d'Islande de football                        | Leiknir Reykjavik                    |
| Relégués en Championnat d'Islande de football de deuxième division | Fram Reykjavik                       |
| Relégués en Championnat d'Islande de football de deuxième division | Thór Akureyri                        |

## Statistiques

### Classement des buteurs
| Rg | Buteur                 | Club                 | Buts |
| -- | ---------------------- | -------------------- | ---- |
| 1  | Gary John Martin       | KR Reykjavik         | 13   |
| 2  | Jonathan Glenn         | ÍB Vestmannaeyja     | 12   |
| 3  | Ólafur Karl Finsen     | Stjarnan             | 11   |
| 4  | Árni Vilhjálmsson      | Breiðablik Kopavogur | 10   |
| 4  | Hörður Sveinsson       | ÍBK Keflavík         | 10   |
| 4  | Atli Guðnason          | FH Hafnarfjörður     | 10   |
| 7  | Atli Viðar Björnsson   | FH Hafnarfjörður     | 8    |
| 7  | Pape Mamadou Faye      | Víkingur Reykjavik   | 8    |
| 9  | Guðjón Pétur Lýðsson   | Breiðablik Kopavogur | 7    |
| 9  | Jóhann Helgi Hannesson | Thór Akureyri        | 7    |

Source : (is) Classement officiel sur le site de la KSÍ, mis à jour le 4 octobre 2014.